# 2012 VP113
2012 VP113 est un sednoïde découvert le 5 novembre 2012.
D'une magnitude absolue (H) de 4,1, c'est un candidat au statut de planète naine.
Il est passé au périhélie le 27 décembre 1979, à une distance de 80 ua, c'est le corps connu du Système solaire ayant le périhélie le plus grand. Il est actuellement à 83 ua du Soleil.
Sa surface est supposée avoir une teinte rose, résultant de réactions chimiques produites par l'effet de radiation sur l'eau, le méthane et le dioxyde de carbone gelés.

## Découverte
La découverte de 2012 VP113 par les astronomes Chadwick A. Trujillo et Scott Sander Sheppard a été annoncée le 26 mars 2014 par la mise en ligne sur le site de la revue Nature d'un article publié le lendemain. L'astéroïde avait été observé le 5 novembre 2012 sur des images prises par la Dark Energy Camera (DECam) du télescope Blanco de l'observatoire interaméricain du Cerro Tololo (Chili),. Des images d'observations antérieures furent retrouvées après coup, de 2011 du Mauna Kea, puis d'autres remontant à 2007 sur des données d'Apache Point.
Les 10 et 11 mars, 10 et 11 août, 28, 29 et 30 octobre 2013, le télescope Magellan de l'observatoire de Las Campanas (Chili) a été utilisé pour déterminer son orbite et les propriétés de sa surface.

## Autres dénominations
La désignation provisoire de l'astéroïde contenant les lettres VP, initiales de Vice-President, cette planète mineure a été provisoirement surnommée Biden par les astronomes, en l'honneur du 47e vice-président des États-Unis, Joe Biden,. Son numéro et son nom officiels seront indiqués ultérieurement par l'UAI, mais son nom final ne pourra pas être Biden, car le nom d'une personne principalement connue pour des activités politiques ou militaires ne peut être donné moins de 100 ans après sa mort.

## Origine
2012 VP113 a une orbite elliptique similaire à celle de (90377) Sedna. Ceci pourrait suggérer l'existence d'une planète non découverte imposant une telle orbite.

## Comparaison d'orbites

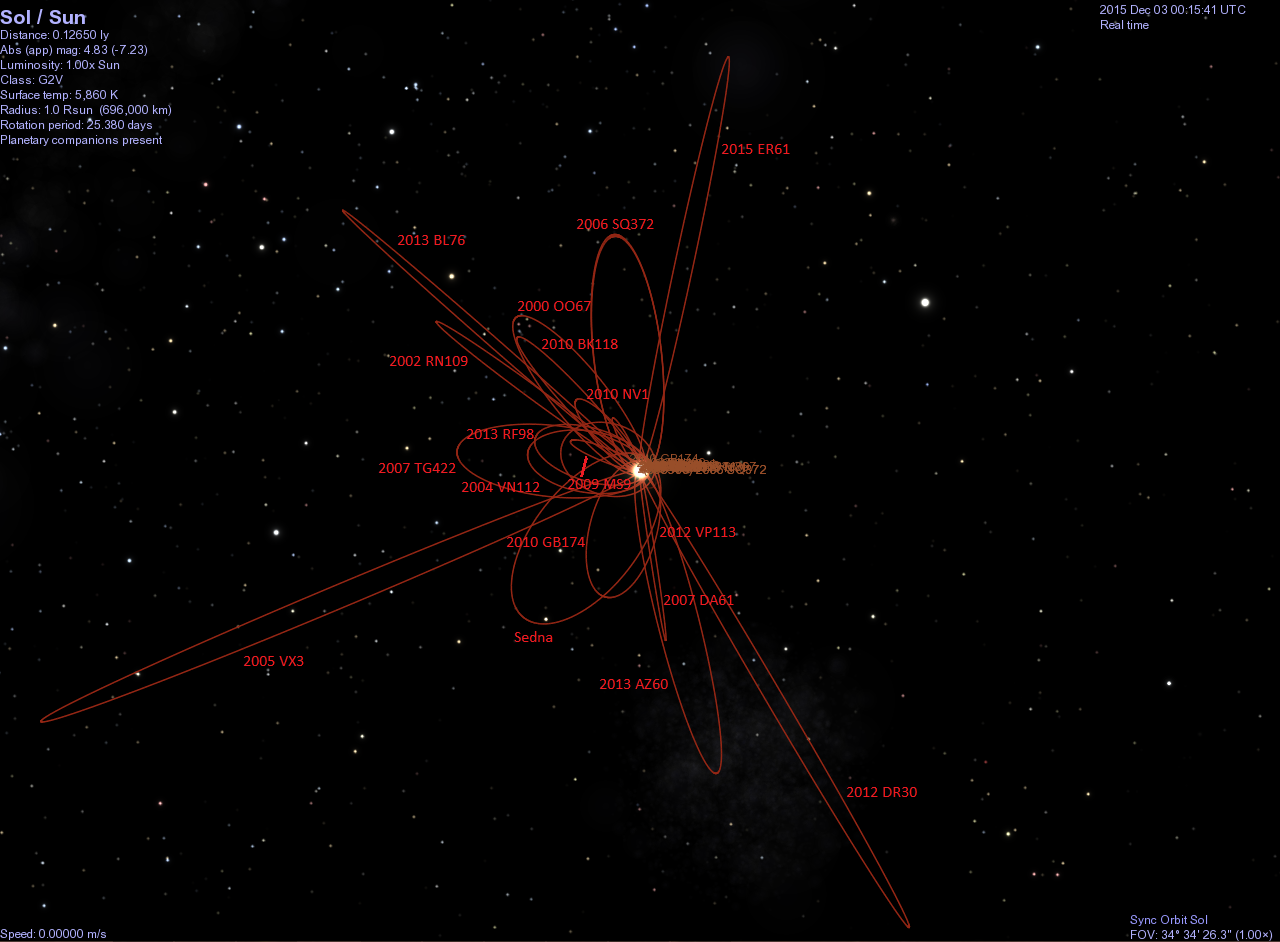
Orbite de comparée à celles d'autres objets très distants,,, (orbite fausse),,,,,,,,,,,,, 2015 ER_{61} et (90377) Sedna.